# 井口谷川
井口谷川（いぐちだにがわ）は、徳島県美馬市を流れる吉野川水系の河川である。

## 地理
吉野川左岸の支流で延長6.3km、下流部の2kmは扇状地面で水無川となる。扇頂部を東西に中央構造線が通る。扇状地は2〜3段に分かれ、旧扇状地未端は開析が進んでいる。
旧脇町岩倉地区の中心施設は新扇状地上にある。源流部には阿讃中央広域農道が通じている。

## 流域の自治体
徳島県
美馬市